# Vuk Branković

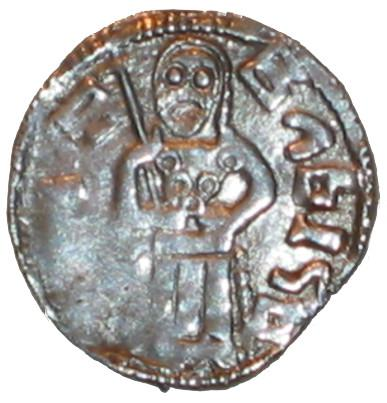
Monnaie de Vuk Branković.

Vuk Branković (en serbe cyrillique Вук Бранковић), était un seigneur médiéval serbe. Fils de Branko Mladenović, qui était le gouverneur de Ohrid et un des conseillers de Stefan Uroš V dit "le faible". Il apparaît dans l'histoire vers 1370, en tant que seigneur du Kosovo de Priština, Vučitrn et Zvečan.
Skopje est sous son autorité à partir de 1378. Vuk était le beau-fils du Prince Lazar Hrebeljanović, il avait épousé en 1371 sa fille Mara. Il était aussi son allié.
Il participa à la Bataille de Kosovo Polje en 1389 aux côtés de Lazar. Les légendes et chansons populaires l'ont immortalisé comme un traître ayant fui le champ de bataille. Cela n'a jamais été prouvé historiquement. Les historiens estiment que "cette rumeur est due à son refus du sacrifice, voyant la bataille perdue, il est le seul seigneur serbe à ne pas s'être sacrifié aux côtés de son Prince. À l'époque, cela était déjà considéré comme un acte de traîtrise.
Il est mort prisonnier des Ottomans le 6 octobre 1397.
De son union avec la princesse Mara il laisse trois fils et une fille :
- Grégoire/Grgur (mort en 1408)
- Đurađ Branković
- Lazare (tué en 1411)
- Mara (mariée avec le prince de Valachie Dan I-er) [voir “Trecute vieți de doamne și domnițe” vol. I par Constantin Gane III-ème édition Editure le Journal «lʼUnivers» S. A.” page 16]